# Prenomi berberi
Questa è una lista di prenomi usati dai berberi nel Nord Africa (F si riferisce ai nomi femminili, M a quelli maschili).

## A
Abba (M "papà"), Anir(M), Abdalla (M), Adan (M), Adid (M), Ali-Muhammad (M), Affi (M), Afenniš (M), Afrukh (M), Afsahi (M), Ahajji (M), Ahamu (M, dim, di Akhamuk), Ahar (M "leone"), Aḥmiš (M), Aḥsiku (M), Akbabu (M), Akli (M "nero, schiavo"), Akudad (M), Akziz (M), Akhamuk (M), Amadur (M), Amadšu (M), Amastan (M "difensore, protettore"), Amayas (M "ghepardo"), Amedras (M), Amhawš (M), Amjun (M), Amermuš (M), Ameqran (M), Amergiw (M), Amezyan (M "figlio minore"), Amezza (M), Amghar (M "capo"), Amzar (M) Amezyan (M "figlio minore") (M), Anna (F "mamma"), Annaz (M), Andaz (M), Arafu (M), Ašbaku (M), Ašnani (M), Awras (M), Azwaw (M), Azzad (M)

## B
Badaz (M), Badi (M), Badida (F), Baddis (M), Bagduda (F), Baha (M), Bahada (M), Baheddi (M), Bahemmuš (M), Bahenna (M); Bahya, Baheyya e Baya (F); Baḥaja (M), Baḥnini (M), Baḥsis (M), Baḥḥu (M), Baḥuš (M), Bakhkhu (M), Bakheyyi (M), Bajja (M), Bajji (M), Bakku (M), Bakki (M), Bakebbu (M), Bakdid (M), Bakezda (M), Balluk (M), Balwa (M), Bammu (M), Bani (M), Banini (M), Bareḥḥu (M), Barša (M), Barur (M), Bassi (M), Blal e Belal (M); Brahem, Briruc (M, diminutivi di Yebrahim); Bedergemu(M), Bezzi (M, diminutivo familiare di Amezyan)

## C
Chabha, Chacha (F)

## D
Dassin (F), Dris (M variante di Idris)

## E
Ebeggi (M "sciacallo"), Elias (M, corrispettivo di Elia)

## F
Fatima (F di origine araba) e numerosi derivati o diminutivi, es.: tuareg Fadimata, Fatma, Fattima, Fatena, Fadi, Fodi , cabilo Fadma (scritto  anche Fadhma), Fatima, Fatma, Fafa, Fettuma (nonché Titem e Timuš), Firhun (M)

## G
Gana (M), Giss (M)

## Gh
Ghadda (F), Ghumer (M dall'arabo Omar)

## H
Hakku (M), Haggi (M), Heddi(M), Heddu(M), Hejju (F), Hemmu (M), Hemmucha (F),Hennu (F), Hennuba (F), Herri (F), Herru (F), Heššu (M), Hettu (M), Hissu (M), 

## I
Ibbu (F), Idir (M), Idris (M),  Iffu (M), Ijja (F),  Ijju (F),  Ikken (M),  Immas (M),  Irru (M),  Issef (M),  Issid (M),  Iššan (M),  Išši (M),  Iššu (M), Ittu (F),  Ittuba (F),  Ittuna (F),  Izza (F "Basta [figlie femmine]!")

## J
Jedjiga e Jidji (F "Fiore")

## K
Kebbu (M), Keffu (M), Kella (F), Kennu (M), Kenwa (F), Ketta (M)

## Kh
Khedduj (F dall'arabo Khadija), Khella (M), Khellu (M), Khennuj (F), Khetta (F), Khnata (F)

## L
Lila (F)

## M
Mbarek (M "benedetto", dall'arabo) e Mbarka (F), anche Mebruk (M) e Mebruka (F); Moha o Muḥa (M),  Mamma (F), Mâma (F "mamma"); Mezyan (M "figlio minore")

## N
Nanna (F "mamma"), Nebruk (M variante di Mebruk) e Nebruka (F variante di Mebruka);

## R
Rabha (F), Rabeh (M), Reggu (M), Rehhu (M), Rehma (F), Remdan (M "[nato durante il] Ramadan") , Rqiyya (F), Rziga (F) e Rezqeyya (F) 

## S
Sliman (M "Salomone") Smail e Smain (M "Ismaele)

## T
Tuda (F "Basta [figlie femmine]!"), Taballutt (F), Tabaynutt (F), Tabbayt (F), Tabuḥayt (F), Tadda (F), Taklit (F femminile di Akli), Tamghara (F femminile di Amghar), Tata (F), Tatam (F), Tayma (F), Tayttutt (F), Tla (F), Tel-angi (F "che ha dell'acqua corrente"), Telgumas (F "che ha un fratello"), Tlaytmas (F "che ha dei fratelli"), Titem e Timuš (F, dim. di Fatima), Tugga (F), Tuka (F), Tula (F)

## Y
Yebrahim (M), Yidir (M) ; è uno dei nomi tradizionali berberi, che significa "vivrà".

## Z
Zayd (M), Zennu (F), Zmamu (M), Zzahi (M).